# Tomas Gunnarsson
Lars Tomas Emil Gunnarsson, född 7 september 1982, är en svensk journalist och fotograf. Han analyserar bilder i press, samhällsinformation och reklam ur ett normkritiskt perspektiv och driver bloggen Genusfotografen.
Tomas Gunnarsson började fotografera professionellt vid 19 års ålder och studerade till journalist. Han arbetade sedan som nöjesjournalist och som journalist i dataspelbranschen och reagerade över hur kvinnor och män framställdes ur olika perspektiv i bildspråket. Till exempel att kvinnor ler och är passiva medan män är allvarliga och aktiva. Han studerade genusvetenskap och började genomföra genuskritiska föreläsningar och utställningar för redaktioner och utbildningar. Han startade sin blogg 2012 i samband med en föreläsning där han analyserade bilder från ett nummer av Xpress, en tidning som delades ut till resenärerna på Arlanda Express. Blogginlägget var delvis avgörande för att Arlanda Express skaffade en ny utgivare till ombordtidningen.
Tillsammans med affärsstrategiföretaget Add Gender genomförde han utställningen Stötta manligt företagande 2011 och han har gjort en bildhandbok till Gävle kommun som ska användas i deras kommunikation för att undvika stereotyper.
Kritiserade fotografer har vid flera tillfällen stämt Tomas Gunnarsson för brott mot upphovsrättslagen utifrån ett undantag i lagen där bilder som kritiseras inte får publiceras i digital media utan fotografens medgivande.